# Glyndebourne Festival Opera

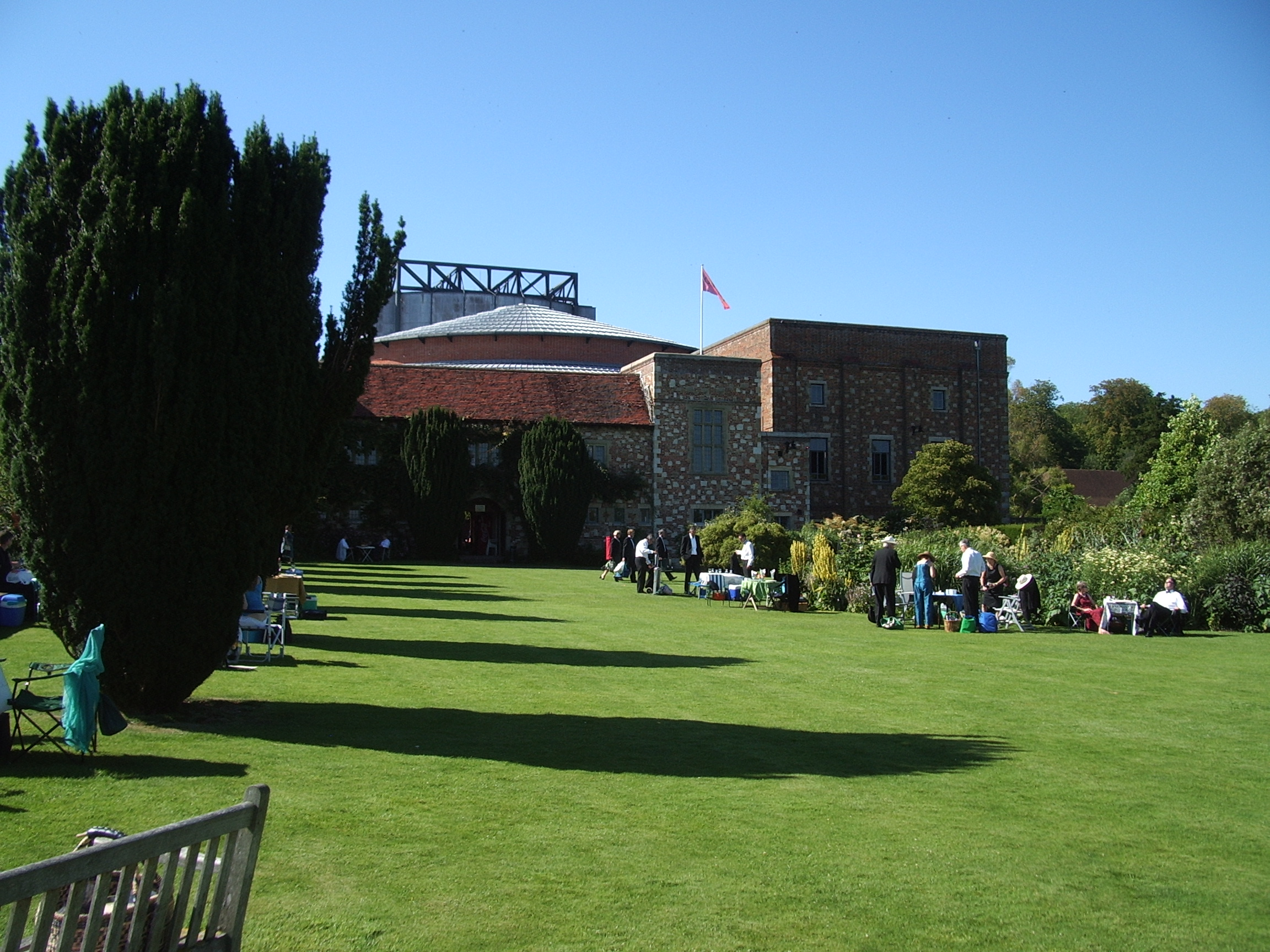
Il nuovo teatro nel luglio 2007

Il Glyndebourne Festival Opera è un festival di opere liriche che si tiene tutti gli anni a Glyndebourne, vicino a Lewes nell'East Sussex in Inghilterra.

## Storia
Sotto la supervisione della famiglia Christie, il festival si è svolto annualmente dal 1934, ad eccezione dell'edizione del 1993, a seguito della ricostruzione del teatro. 
L'inaugurazione del primo teatro da 300 spettatori è stata il 28 maggio 1934 con Le nozze di Figaro diretta da Fritz Busch.
Nel 1977 il teatro accoglieva 850 spettatori.
Il nuovo teatro per 1200 spettatori è stato inaugurato nel 1994 con Le nozze di Figaro diretta da Bernard Haitink con la London Philharmonic e Renée Fleming trasmessa in diretta da Channel 4.
Gus Christie, figlio di Sir George Christie e nipote del fondatore John Christie, divenne presidente del festival nel 2000.
Glyndebourne è famoso per le sue messe in scena delle opere di Mozart; molte di queste produzioni vengono considerate le migliori messe in scena nel XX secolo e sono state registrate e mantenute in catalogo per lungo tempo.
Nel 1946 è avvenuta la prima assoluta con successo di The Rape of Lucretia diretta da Ernest Ansermet con Kathleen Ferrier.
Nel 1947 è avvenuta la prima assoluta di Albert Herring di Benjamin Britten diretta dal compositore.
Nel 1961 è avvenuta la prima assoluta di Elegy For Young Lovers di Hans Werner Henze in lingua inglese con John Pritchard (direttore d'orchestra), la Royal Philharmonic Orchestra ed Elisabeth Söderström.
Nel 1970 è avvenuta la prima assoluta di The Rising of the Moon di Nicholas Maw diretta da Raymond Leppard con London Philharmonic Orchestra.
Nel 1984 è avvenuta la prima assoluta incompleta di Higglety Pigglety Pop! di Oliver Knussen con la London Sinfonietta diretta dal compositore.
Nel 1987 è avvenuta la prima assoluta di The Electrification of the Soviet Union di Nigel Osborne.
Alla fine degli anni ottanta, il Glyndebourne Festival ha messo in scena una nuova produzione dell'opera di George Gershwin "Porgy and Bess". Essa fu diretta da Trevor Nunn e ricevette grande successo da parte del pubblico e della critica. La produzione venne poi registrata nel 1993 e trasmessa in televisione.
Nel 1994 è avvenuta la prima assoluta di The Second Mrs Kong di Harrison Birtwistle.
Nel 1998 è avvenuta la prima assoluta di Flight di Jonathan Dove.
Nelle recenti edizioni, pur rimanendo Mozart il compositore principe del repertorio, sono state messe in scena opere di Leoš Janáček e Georg Friedrich Händel.
L'orchestra principale del festival è la London Philharmonic Orchestra mentre l'orchestra associata è l'Orchestra of the Age of Enlightenment. Dal gennaio 2001, il direttore musicale è Vladimir Jurowski.
Nel 2008 è avvenuta la prima assoluta di Love and Other Demons di Peter Eötvös.
Fino a Marzo 2018 Sebastian F. Schwarz era il settimo ed ultimo direttore generale del Festival. Attualmente il festival viene gestito da un managing director e un Direttore artistico. La manifestazione è gestita totalmente da privati e non gode di alcun sussidio statale.
Molti spettatori di Glyndebourne provengono da Londra ed il Festival è considerato una manifestazione dell'estate londinese. Le rappresentazioni hanno inizio nel pomeriggio consentendo agli spettatori di partire dopo il pranzo e poter poi ritornare a casa, dopo lo spettacolo, avvalendosi dell'ultimo treno. Un lungo intervallo consente agli spettatori di poter fare un pic nic sugli ampi prati circostanti o nei ristoranti allestiti sotto delle tende.
Così fan tutte dal 1934 al 2010 è stata in cartellone per 32 stagioni, Le nozze di Figaro dal 1934 al 2013 per 30 stagioni, Don Giovanni (opera) dal 1936 al 2014 per 28 stagioni, Die Zauberflöte dal 1935 al 2005 per 17 stagioni, Die Entführung aus dem Serail dal 1935 al 1988 per 15 stagioni, The Rake's Progress dal 1953 al 2010 per 13 stagioni, Falstaff (Verdi) dal 1955 al 2013 per 13 stagioni, Ariadne auf Naxos dal 1950 al 2013 per 11 stagioni, Idomeneo (opera) dal 1951 al 2003 per 11 stagioni e La Cenerentola dal 1952 al 2012 per 11 stagioni.
Lo scenografo italiano Emanuele Luzzati ha spesso collaborato con il Festival, allestendo le scene per Il flauto magico (1963), Macbeth (1964), Don Giovanni (1967), Il ratto dal serraglio (1968), Così fan tutte (1969), Il turco in Italia (1970).

## Prime rappresentazioni a Glyndebourne
- 1934: Le nozze di Figaro, Così fan tutte di Wolfgang Amadeus Mozart;
- 1935: Il ratto dal serraglio, Il flauto magico di Wolfgang Amadeus Mozart;
- 1936: Don Giovanni di Wolfgang Amadeus Mozart;
- 1938: Macbeth di Giuseppe Verdi; Don Pasquale di Gaetano Donizetti;
- 1946: The Rape of Lucretia di Benjamin Britten;
- 1947: Orfeo ed Euridice di Christoph Willibald Gluck; Albert Herring di Benjamin Britten;
- 1949: Un ballo in maschera di Giuseppe Verdi;
- 1950: Ariadne auf Naxos di Richard Strauss;
- 1951: Idomeneo di Wolfgang Amadeus Mozart;
- 1952: La Cenerentola di Gioachino Rossini;
- 1953: Alceste di Christoph Willibald Gluck; La carriera di un libertino di Igor' Fëdorovič Stravinskij;
- 1954: Il barbiere di Siviglia di Gioachino Rossini; Arlecchino di Ferruccio Busoni; Le comte Ory di Gioachino Rossini;
- 1957: L'italiana in Algeri di Gioachino Rossini; L'impresario teatrale di Wolfgang Amadeus Mozart; Falstaff di Giuseppe Verdi;
- 1958: Il segreto di Susanna di Ermanno Wolf-Ferrari;
- 1959: Der Rosenkavalier di Richard Strauss; Fidelio di Ludwig van Beethoven;
- 1960: I Puritani di Vincenzo Bellini; La voix humaine di Francis Poulenc;
- 1961: L'Elisir d'amore di Gaetano Donizetti; Elegie für junge Liebende di Hans Werner Henze;
- 1962: Pelléas et Mélisande di Claude Debussy; L'incoronazione di Poppea di Claudio Monteverdi;
- 1963: Capriccio di Richard Strauss;
- 1985: Carmen di Georges Bizet;
- 2003: Tristano e Isotta di Richard Wagner;
- 2025: Parsifal di Richard Wagner;
- 2026: Tosca di Giacomo Puccini; L'Orfeo di Claudio Monteverdi;

## Direttori musicali
- Fritz Busch (1934–1951)
- Vittorio Gui (1952–1963)
- John Pritchard (direttore d'orchestra) (1964–1977)
- Bernard Haitink (1978–1988)
- Andrew Davis (1989–2000)
- Vladimir Jurowski (2001–2013)
- Robin Ticciati (2014-oggi)

## Glyndebourne Touring Opera/Glyndebourne On Tour

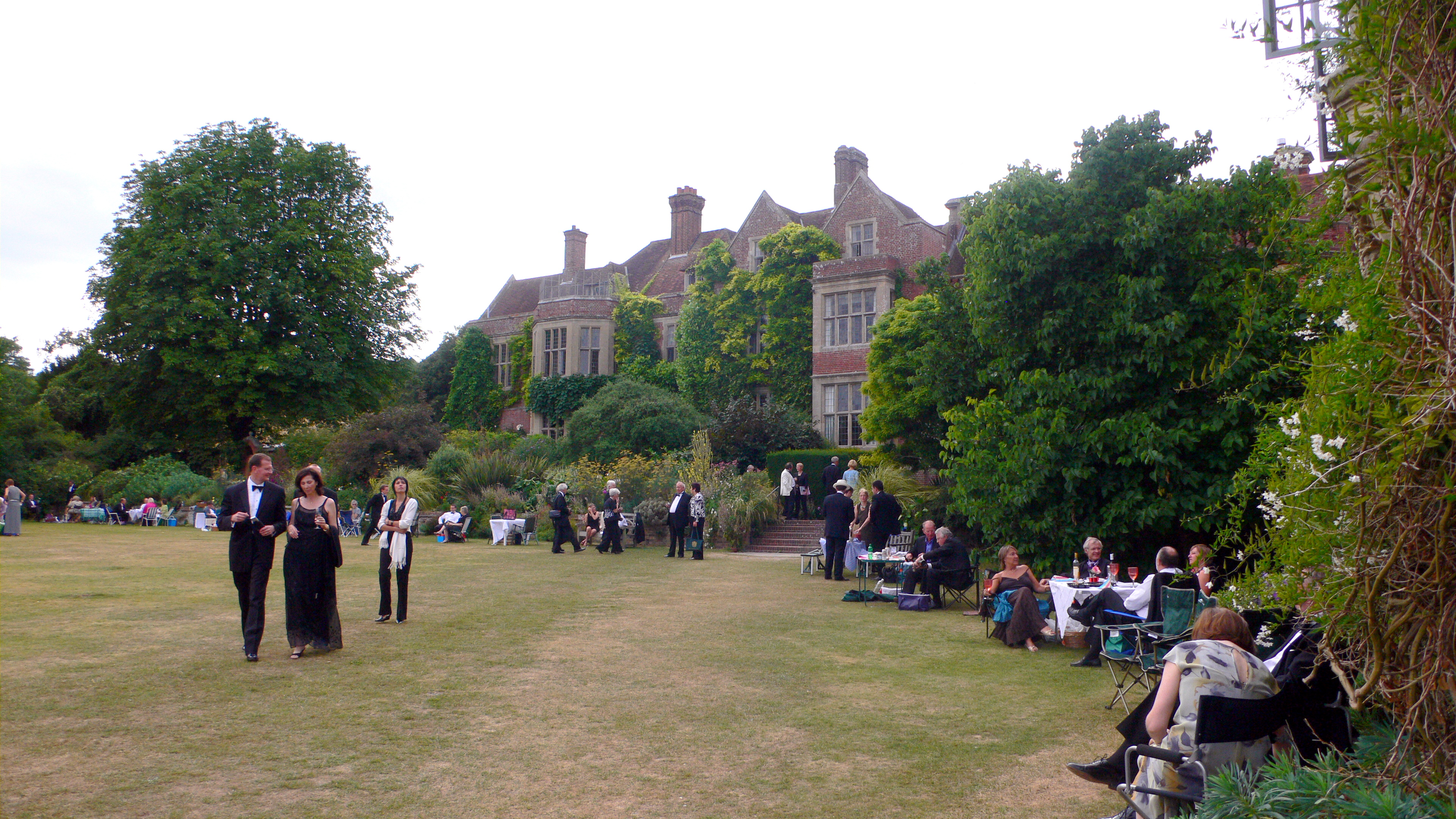
Glyndebourne House 2006

Nel 1968, il Glyndebourne Festival Opera realizzò la sua prima compagnia di giro, la Glyndebourne Touring Opera, che nella sua prima stagione portò i suoi spettacoli a Newcastle, Liverpool, Manchester, Sheffield e Oxford. Oltre a portare le produzioni del Festival fuori dal suo sito, il Glyndebourne Touring Opera concede l'opportunità, ai giovani cantanti, di sviluppare la loro arte. Nel 2003, la gestione della Glyndebourne Touring Opera venne compresa nel Glyndebourne Festival Opera e la compagnia prese il nome di  Glyndebourne On Tour. Diversamente da quanto accade per il Glyndebourne Festival Opera, il Glyndebourne On Tour riceve delle sovvenzioni dall'Arts Council of England.
Il programma prevede tre settimane di spettacoli a Glyndebourne, e poi una settimana per ognuna delle sei città che la Compagnia visita ogni anno. Glyndebourne Touring Opera e Glyndebourne on Tour hanno avuto un loro direttore diverso da quello del Glyndebourne Festival Opera. Questi direttori sono stati:
- Kenneth Montgomery (1975-1976)
- Nicholas Braithwaite (1976-1980)
- Jane Glover (1981-1985)
- Graeme Jenkins (1986-1991)
- Ivor Bolton (1992-1997)
- Louis Langrée (1998-2003)
- Edward Gardner (2004-2007)
- Robin Ticciati (2007-oggi)